# Cryptantha pterocarya
Cryptantha pterocarya är en strävbladig växtart som först beskrevs av John Torrey, och fick sitt nu gällande namn av Edward Lee Greene. Cryptantha pterocarya ingår i släktet Cryptantha, och familjen strävbladiga växter.

## Underarter
Arten delas in i följande underarter:
- C. p. cycloptera
- C. p. stenoloba

## Bildgalleri

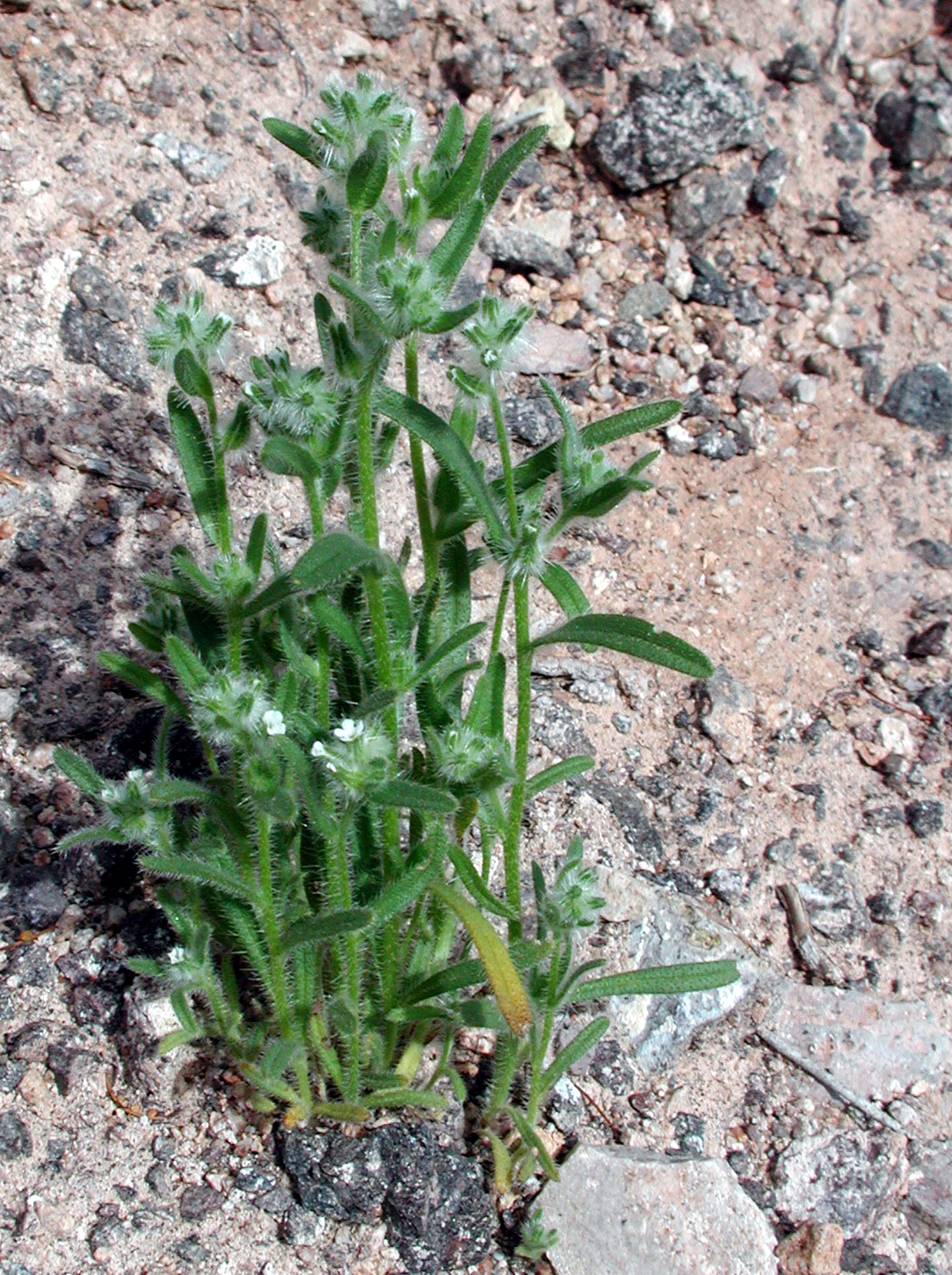
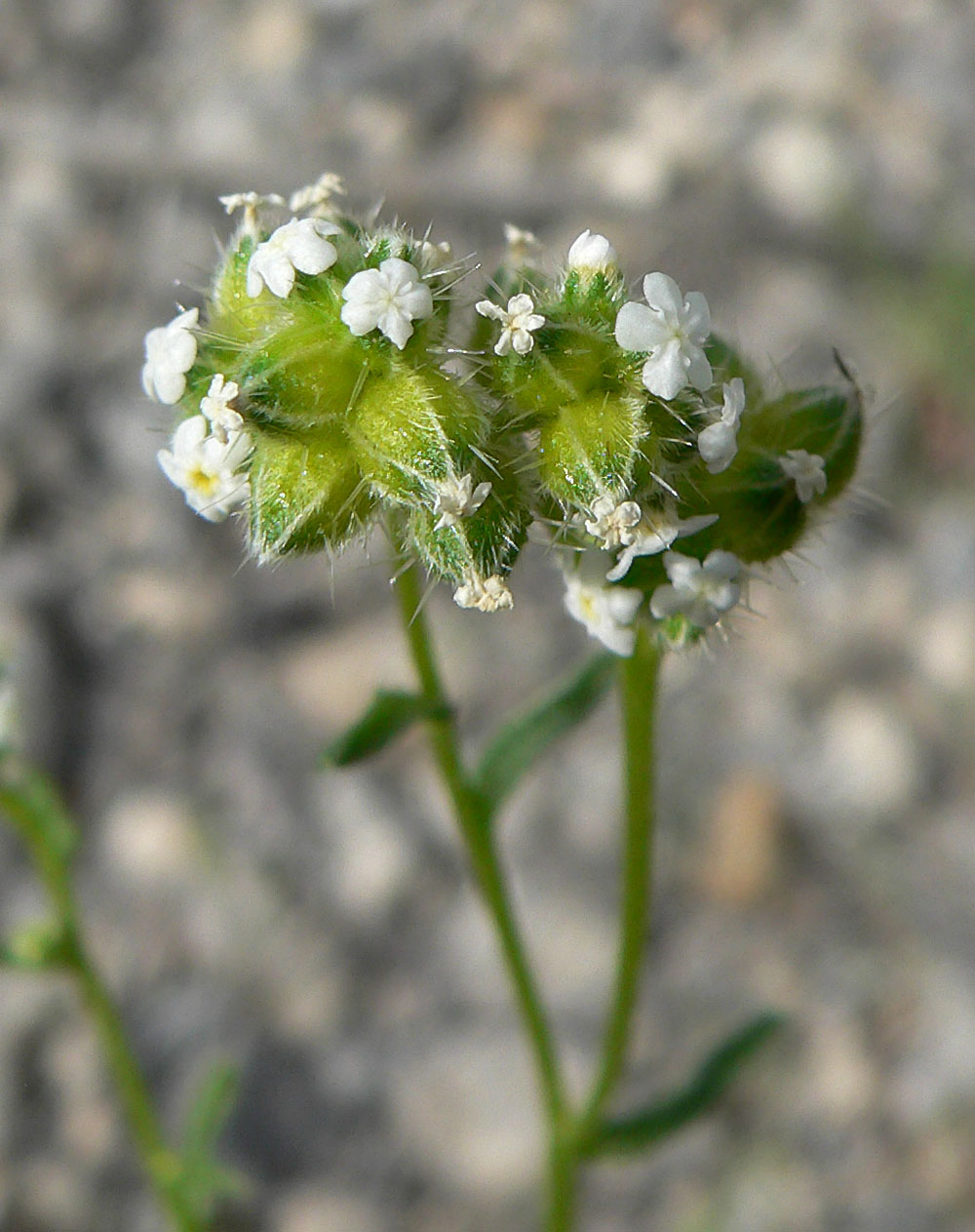
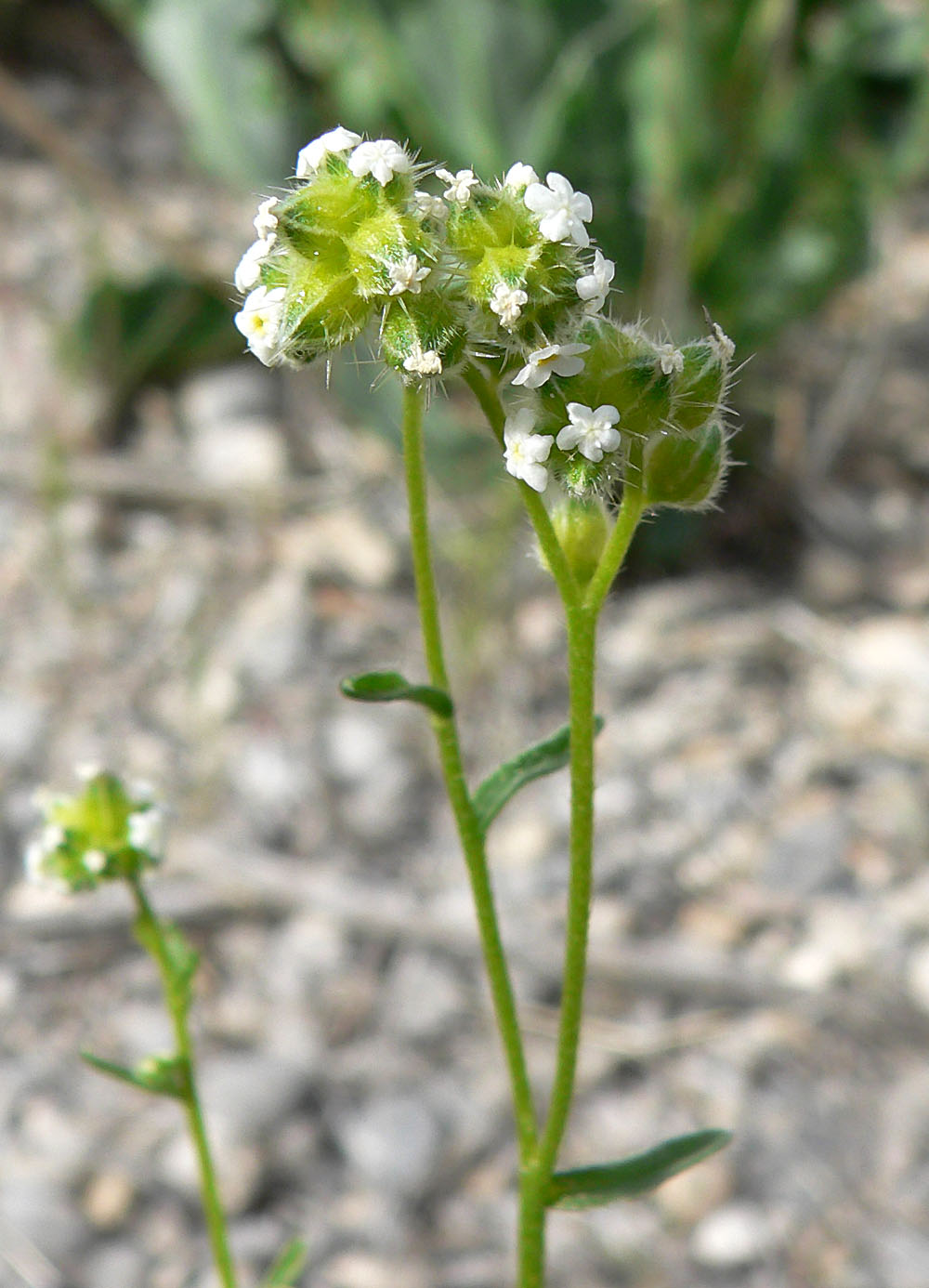